# Кучельйо
Кучельйо (італ. Cuceglio, п'єм. Cusele) — муніципалітет в Італії, у регіоні П'ємонт,  метрополійне місто Турин.
Кучельйо розташоване на відстані близько 540 км на північний захід від Рима, 35 км на північ від Турина.
Населення — 1012 осіб (2014).
Щорічний фестиваль відбувається 1 серпня. Покровитель — Sant'Eusebio.

## Демографія
Населення за роками:

Станом на 1 січня 2023 року в муніципалітеті офіційно проживало 95 іноземців з 8 країн, серед них 80 громадян країн Євросоюзу та 8 громадян України.

## Сусідні муніципалітети
- Альє
- Мерченаско
- Монталенге
- Сан-Джорджо-Канавезе
- Скарманьйо
- В'яльфре